# Roeventerschans

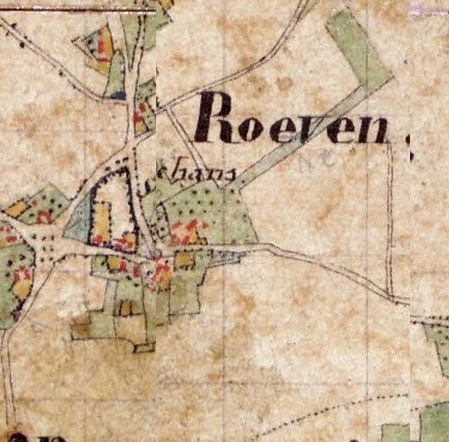
De Roeventerschans op een oude militaire topografische kaart

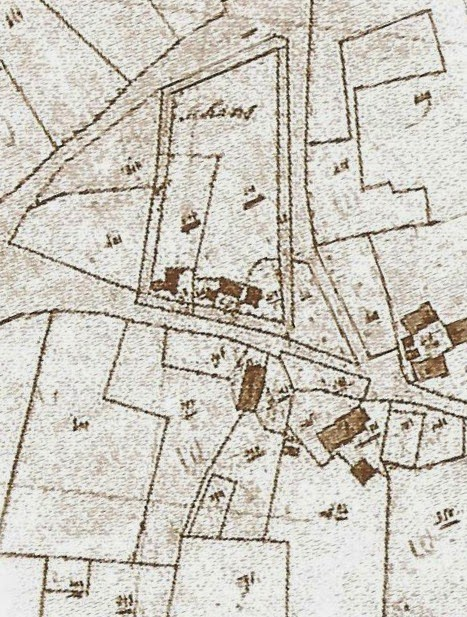
De Roeventerschans op het Kadastraal minuutplan van 1832

De Roeventerschans of Roeventer Schans was een boerenschans in de Nederlandse gemeente Nederweert. De schans lag in Roeven in de oostelijke helft van de driehoek van de straten Roeven en Roeventerschans.

## Geschiedenis
In 1646 wordt de schans voor het eerst genoemd in historische documenten, waarbij er gesproken werd van de overdracht van een huis dat op de schans gelegen was. De schans werd gebruikt door de inwoners van de plaatsen Truyenhoek, Craen, Heidehoek, Schoor en Hulsen om zich in tijd van oorlog en rondtrekkende dievenbenden terug te kunnen trekken.
Toen de Leukerschans een keer bedreigd werd zijn de mensen die de Roeventerschans verdedigden ter hulp geschoten, waarna de aanvallers opgepakt werden en terechtgesteld werden in Weert.
Op 20 januari 1821 werd de schans samen met ongeveer 82 are akkerland publiekelijk verkocht.

## Constructie
De schans had een oppervlakte van 0,82 hectare en lag hoger dan de omgeving. Aan de oostzijde bevond zich de toegang tot de schans. De constructie had een rechthoekig plattegrond en werd omgeven door een gracht. Deze gracht is in de 21e eeuw nog deels aanwezig.